# Fred Offenhauser
Fred H. Offenhauser, Jr. (11 de noviembre de 1888 Los Ángeles, California-17 de agosto de 1973 Los Ángeles, California), fue un ingeniero automotriz estadounidense que desarrolló el motor Offenhauser de carreras, que dominó la competencia de Indianapolis 500 por cinco décadas.

## Biografía
Frederick Offenhauser, Jr., nació el 11 de noviembre de 1888, en Los Ángeles, California, el hijo mayor de Marta y Frederick Offenhauser. Sus padres eran nativos de Alemania; su padre era un barbero. FredericK Jr. se casó con Ethel C. Lowery.
En 1913, Offenhauser comenzó trabajando en el taller de Harry Arminius Miller, a la edad de 25 años. En aquella época el desarrollo de la técnica del doble árbol de levas en cabeza y cuatro valvúlas por ciilindro ya estaba muy avanzado. Por ejemplo, un Peugeot de Grand Prix del momento poseía un motor, que incluso hoy, podría ganar las 500 Millas de Indianapolis. Miller puso a Offenhauser a la cabeza del departamento de ingeniería en 1914. 
El piloto Bob Burman había diseñado un motor ese año, pero cuando la Primera Guerra Mundial hizo imposible conseguir recambios con facilidad, fue el taller de Miller el que se encargó de mantener este motor. El diseño impresionó tanto a Miller y a Offenhauser, que decidieron diseñar un motor de similares características.